# Bodegas Vega Sicilia
Les Bodegas Vega Sicilia sont une société viticole située au cœur de l'appellation Ribera del Duero dans le nord de l'Espagne.

## Historique
En 1848, un propriétaire foncier basque, Don Toribio Lecanda, après avoir rencontré le Marquis de Valbuena, qui était en faillite, lui acheta un de ses domaines. Situé dans la partie ouest de la région viticole de Ribera del Duero, le Pago de la Vega Santa Cecilia y Carrascal couvrait 2 000 hectares. Par la suite ce nom a été raccourci en Vega Sicilia.
La société Vega Sicilia est créée en 1864. Les premiers cépages plantés sont des Cabernet Sauvignon, Merlot, Malbec, et Tinto Fino.
La famille Álvarez rachète Vega Sicilia en 1982à l'homme d'affaires vénézuélien Hans Neumann qui avait acquis le domaine dans les années 1960. La même année (1982), Ribera del Duero obtient l'appellation d'origine contrôlée (Denominación de Origen).
La société découvre que certains bouchons en liège du 1994 Valbuena 5° Reserva sont défectueux et rappelle toutes les bouteilles, générant une perte de 3 millions de dollars. 50.000 chènes-liège sont plantés par la société pour assurer sa propre production de bouchon en liège.

## Domaine
Vega Sicilia possède des domaines viticoles dans les régions de Toro et La Rioja en Espagne. En Hongrie, Vega Sicilia produit le Oremus.
La famille Álvarez, propriétaire de Vega Sicilia, est membre de l'association Primum Familiæ Vini.

## Gamme de vin
Trois vins, produits au domaine, sont commercialisés sous la marque Vega Sicilia (en appellation Ribera del Duero) :
- Valbuena Reserva[5], première cuvée en 2010[3]
- Vega Sicilia Unico Gran Reserva[5]
- Vega Sicilia Unico Reserva Especial[5]

Par ailleurs, la société possède les filiales Oremus (en Hongrie), Alquiriz (en Espagne), et Alion (en Espagne), avec sous ces marques les vins et appellations :
- Oremus, Tokay.
- Pintia, Toro (DO).
- Alión, Ribera del Duero (DO), première cuvée en 1991[3].